# Латуфф, Карлос
Карлос Латуфф (порт. Carlos Latuff; род. 30 ноября 1968, Рио-де-Жанейро) — бразильский антикапиталистический, антиизраильский, антиамериканский и антиимпериалистический карикатурист, фрилансер.
Наибольшую известность ему принесли рисунки, связанные с палестино-израильским конфликтом и событиями Арабской весны.
Работы Латуффа были размещены на различных Indymedia порталах и блогах, а также в арабских журналах, таких как «Исламский фронт иракского сопротивления» (Джами), саудовский журнал «Character», в ливанской газете «Аль-Акбар», на сайте писателя Нормана Финкельштейна и др.
В 2006 году Латуфф выиграл приз в 4000$ заняв второе место на иранском Международном конкурсе карикатур о Холокосте.
В 2013 году Центр Визенталя поместил Карлоса Латуффа третьим в списке «десяти самых ярых антисемитов» 2012 года за его рисунки, посвященные палестино-израильскому конфликту. Сам Латуфф отвергает обвинения в антисемитизме, отмечая, что такие обвинения являются частью «хорошо известной стратегии дискредитации любой критики в отношении Израиля».

## Галерея работ

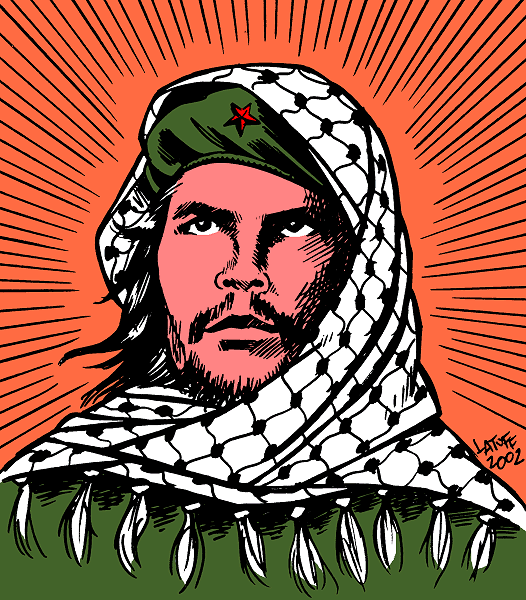
Че Гевара в палестинской куфии. 2002 год.
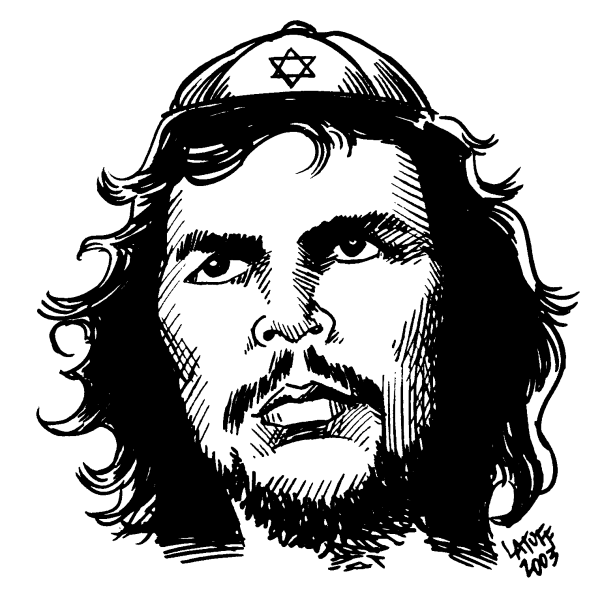
Че Гевара в еврейской кипе. 2003 год.
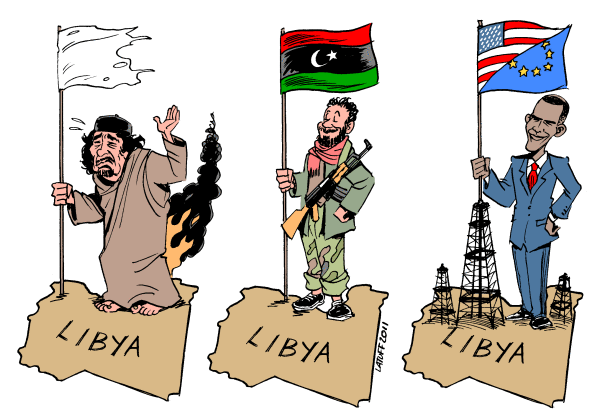
«Будущее Ливии»
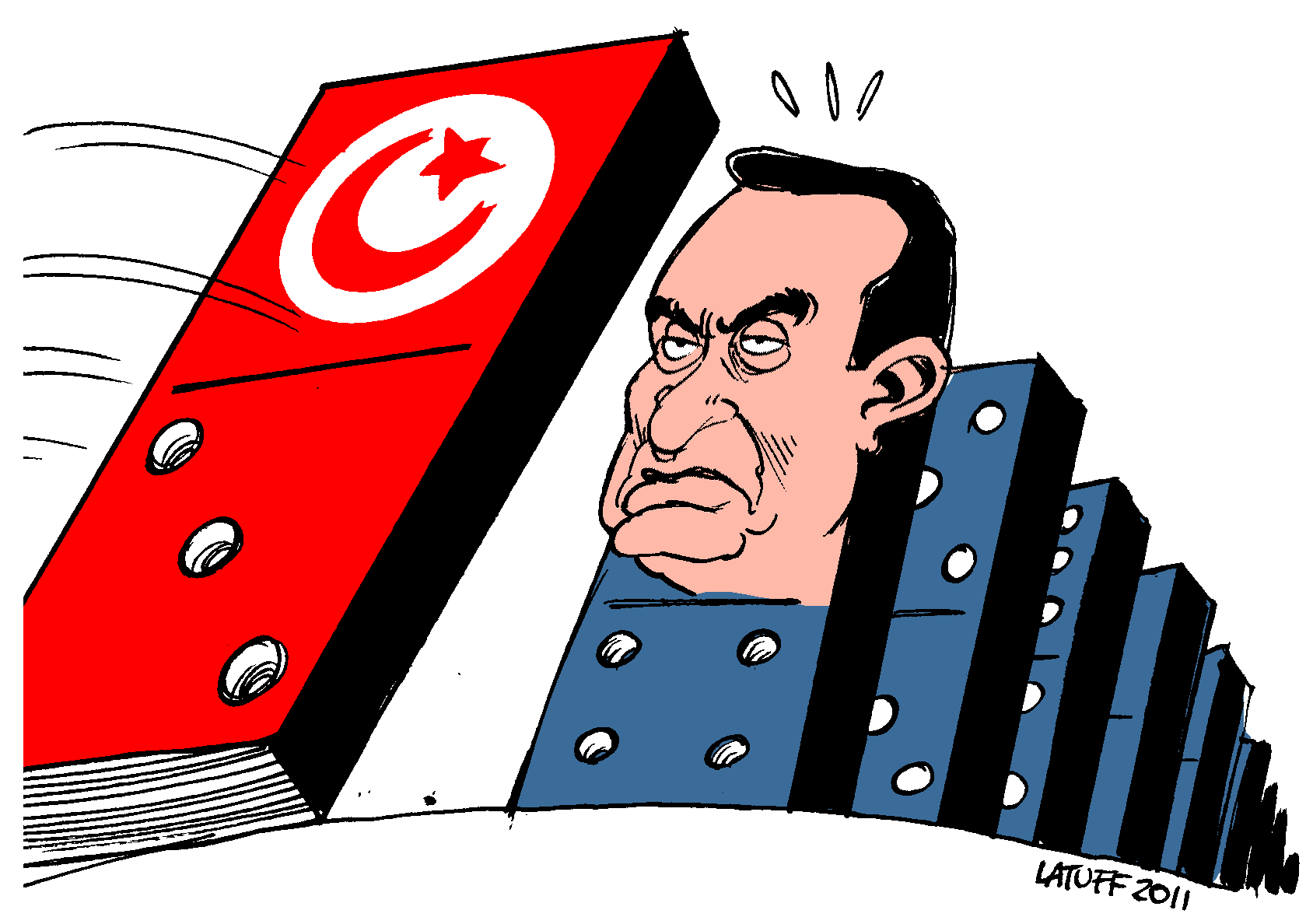
Теория домино в вопросе арабской весны
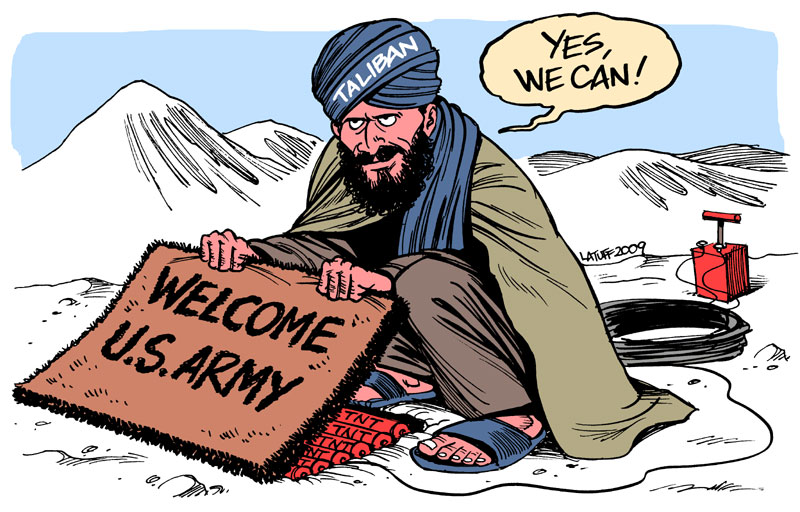
Талибанец укладывает половик с надписью «Добро пожаловать, армия США». 2009 год.
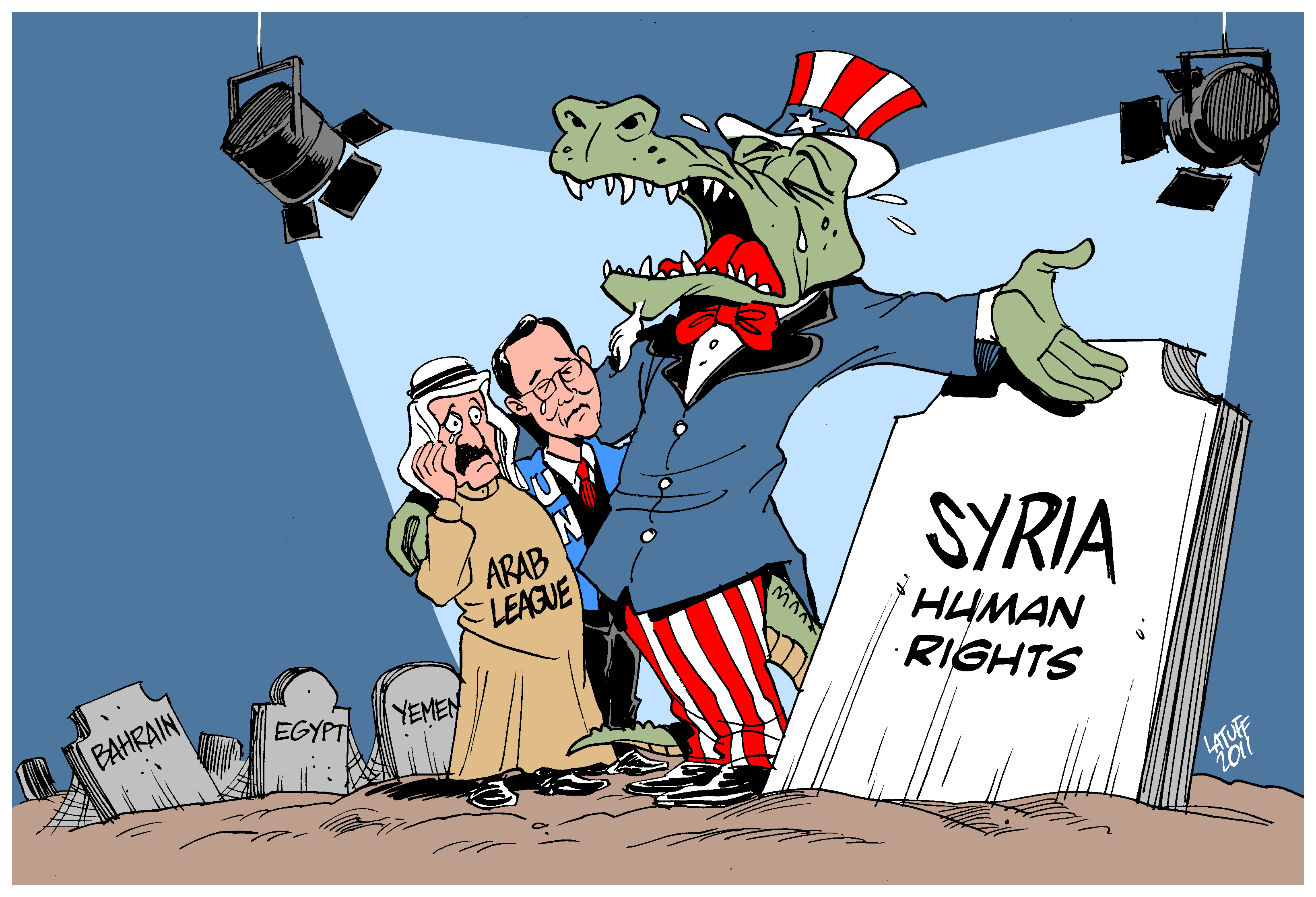
Карикатура «Крокодиловы слёзы по Сирии». 2011 год.